# Jackie Plenderleith
Jackie Plenderleith, właśc. John Boyd Plenderleith (ur. 6 października 1937 w Bellshill) – szkocki piłkarz występujący na pozycji obrońcy.
W barwach klubów Hibernian i Queen of the South rozegrał łącznie 128 spotkań w Scottish First Division. Jako zawodnik Manchesteru City zagrał też w 41 meczach ligi Division One, w której zadebiutował 28 sierpnia 1960 przeciwko Nottingham Forest (2:2). Ponadto był graczem południowoafrykańskich zespołów Cape Town City FC, Bloemfontein City FC oraz Hellenic FC, występujących w rozgrywkach NFL, stanowiących najwyższy poziom rozgrywkowy w kraju.
W reprezentacji Szkocji wystąpił jeden raz, 9 listopada 1960 w wygranym 5:2 meczu British Home Championship z Irlandią Północną.